# Chalcogenide

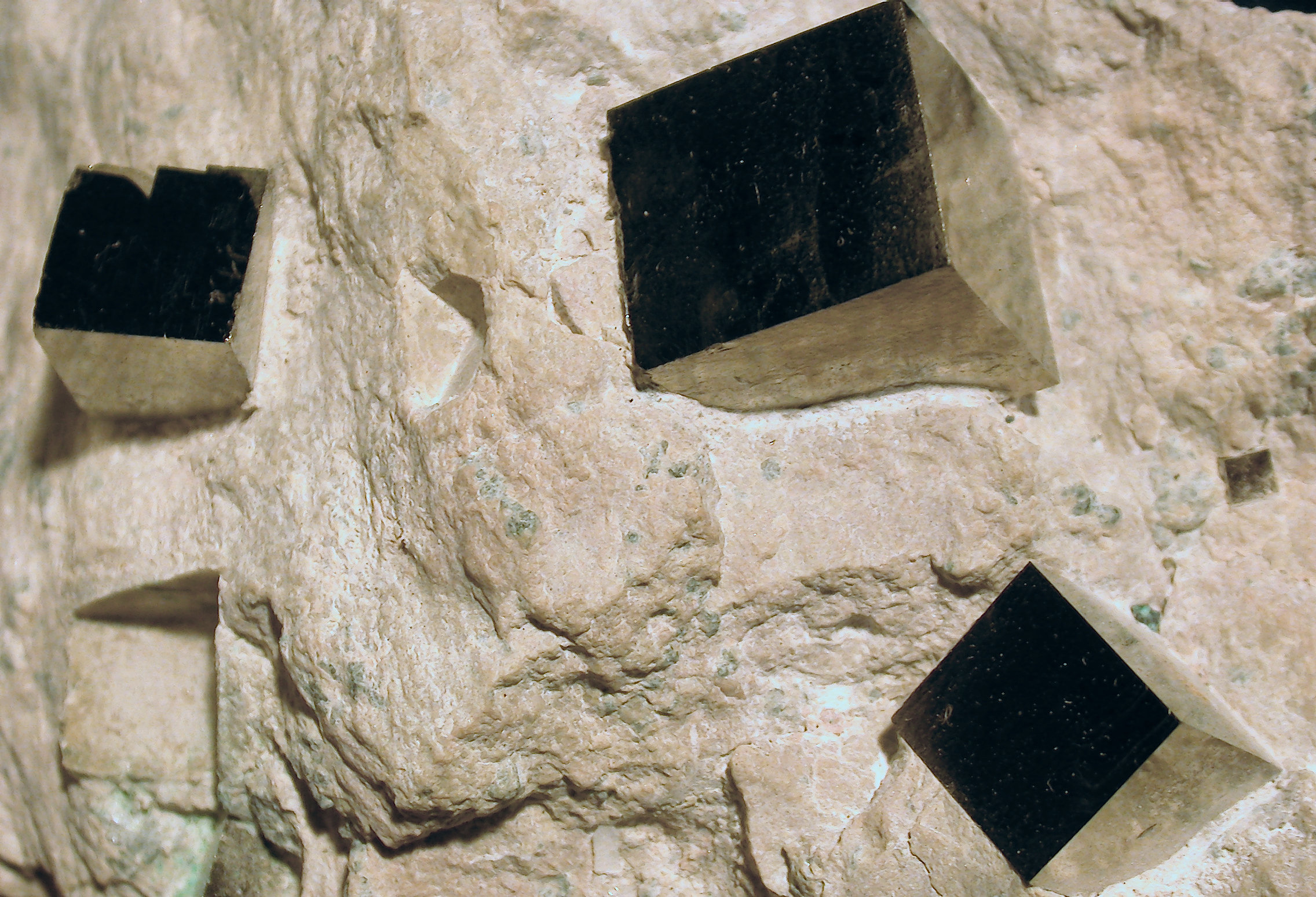
Pyriet (FeS_{2}) is een voorbeeld van een chalcogenide.

Chalcogeniden zijn binaire chemische samenstellingen die bestaan uit een chalcogeen (een element uit de zuurstofgroep) en een elektropositiever element of molecuuldeel.
De naam wordt gebruikt als een groep verbindingen moet worden aangeduid die slechts verschillen in het lid van de zuurstofgroep dat in de verbinding voorkomt. De naam is daarbij vergelijkbaar met de pnictiden en de – veel bekendere term – halogeniden of haliden. 
Het elektropositieve element wordt vaak ingebracht via dotering, maar dat gebeurt niet altijd. Voorbeelden van chalcogeniden zijn de goudchalcogeniden.